# 2006–2007-es magyar gyeplabdabajnokság
A 2006–2007-es magyar gyeplabdabajnokság a hetvenhetedik gyeplabdabajnokság volt. A forrás csak a végeredményt közli: 1. Rosco SE, 2. Építők HC, 3. Rosco SE II., 4. ARES HC.